# 달려! Bicycle
〈달려! Bicycle〉(走れ! Bicycle 하시레! 바이시클[*])은 노기자카46의 3번째 싱글이다.

## 개요
전작 〈이리 와 샴푸〉로부터 약 3개월 만의 싱글이다.
캐치프레이즈는, 〈bicycle의 스펠 쓸 수 있어요?〉이다.

## 수록곡

### Type-A
자켓 사진 (표지):이코마 리나
CD
1. 走れ!Bicycle / 달려! Bicycle
(작사: 아키모토 야스시 / 작곡: Shusui, 이토 료, 키무라 아츠시, 히로이즘 / 편곡: TATOO)
2. せっかちなかたつむり / 성급한 달팽이
(작사: 아키모토 야스시 / 작곡: 야마모토 카츠히코 / 편곡: 유아사 아츠시)
3. 涙がまだ悲しみだった頃 / 눈물이 아직 슬픔이었던 시절
(작사: 아키모토 야스시 / 작곡: 우치다 토모유키 / 편곡: TATOO)
4. 走れ!Bicycle off vocal ver.
5. せっかちなかたつむり off vocal ver.
6. 涙がまだ悲しみだった頃 off vocal ver.

DVD
1. 走れ!Bicycle MUSIC VIDEO
2. 涙がまだ悲しみだった頃 MUSIC VIDEO
3. 33인의 크리에이터×노기자카46 〈33인의 훌쩍 떠나는 여행〉

### Type-B
자켓 사진 (표지):사쿠라이 레이카
1. 走れ!Bicycle / 달려! Bicycle
2. せっかちなかたつむり / 성급한 달팽이
3. 人はなぜ走るのか? / 사람은 왜 달리는가?
(작사: 아키모토 야스시 / 작곡: 키타무라 타케시, 타노우에 요이치 / 편곡: 타노우에 요이치)
4. 走れ!Bicycle off vocal ver.
5. せっかちなかたつむり off vocal ver.
6. 人はなぜ走るのか? off vocal ver.

DVD
1. 走れ!Bicycle MUSIC VIDEO
2. 人はなぜ走るのか? MUSIC VIDEO
3. 33인의 크리에이터×노기자카46 〈33인의 훌쩍 떠나는 여행〉

### Type-C
자켓 사진 (표지):이쿠타 에리카·호시노 미나미
1. 走れ!Bicycle / 달려! Bicycle
2. せっかちなかたつむり / 성급한 달팽이
3. 音が出ないギター / 소리가 나지 않는 기타
(작사: 아키모토 야스시 / 작곡: Jam9, ArmySlick / 편곡: 시라이시 사토리)
4. 走れ!Bicycle off vocal ver.
5. せっかちなかたつむり off vocal ver.
6. 音が出ないギター off vocal ver.

DVD
1. 走れ!Bicycle MUSIC VIDEO
2. 音が出ないギター MUSIC VIDEO
3. 33인의 크리에이터×노기자카46 〈33인의 훌쩍 떠나는 여행〉

### 통상반
자켓 사진 (표지):하시모토 나나미·시라이시 마이·마츠무라 사유리·니시노 나나세
CD
1. 走れ!Bicycle / 달려! Bicycle
2. せっかちなかたつむり / 성급한 달팽이
3. 海流の島よ / 해류의 섬이여
(작사: 아키모토 야스시 / 작곡: Akira Sunset / 편곡: 쿄다 세이치)
4. 走れ!Bicycle off vocal ver.
5. せっかちなかたつむり off vocal ver.
6. 海流の島よ off vocal ver.

## 선발 멤버

### 달려! Bicycle
(센터:이코마 리나)
- 1열: 이쿠타 에리카, 이코마 리나, 호시노 미나미, 사쿠라이 레이카
- 2열: 나카다 카나, 하시모토 나나미, 시라이시 마이, 마츠무라 사유리, 니시노 나나세, 타카야마 카즈미
- 3열: 사이토 유리, 와카츠키 유미, 이노우에 사유리, 이치키 레나, 이토 마리카, 신우치 마이

### 성급한 달팽이
(센터:마츠무라 사유리)
- 시라이시 마이, 타카야마 카즈미, 나카다 카나, 니시노 나나세, 하시모토 나나미, 후카가와 마이, 마츠무라 사유리

### 눈물이 아직 슬픔이었던 시절
(센터:이토 네네)
- 안도 미쿠모, 이토 네네, 이와세 유미코, 에토 미사, 카시와 유키나, 카와고 히나, 카와무라 마히로, 사이토 아스카, 사이토 치하루, 나카모토 히메카, 나가시마 세이라, 노죠 아미, 하타나카 세이라, 히구치 히나, 미야자와 세이라, 야마토 리나, 와다 마야

### 사람은 왜 달리는가?
(센터:이코마 리나)
- 이쿠타 에리카, 이코마 리나, 이치키 레나, 이토 마리카, 이노우에 사유리, 카시와 유키나, 사이토 치하루, 사이토 유리, 사쿠라이 레이카, 시라이시 마이, 타카야마 카즈미, 나카다 카나, 나가시마 세이라, 니시노 나나세, 하시모토 나나미, 후카가와 마이, 호시노 미나미, 마츠무라 사유리, 미야자와 세이라, 야마토 리나, 와카츠키 유미

### 소리가 나지 않는 기타
(센터:이코마 리나)
- 이쿠타 에리카, 이코마 리나, 이치키 레나, 이토 네네, 이토 마리카, 이노우에 사유리, 이와세 유미코, 에토 미사, 카와무라 마히로, 사이토 유리, 사쿠라이 레이카, 시라이시 마이, 타카야마 카즈미, 나카다 카나, 니시노 나나세, 노죠 아미, 하시모토 나나미, 후카가와 마이, 호시노 미나미, 마츠무라 사유리, 와카츠키 유미

### 해류의 섬이여
(센터:사이토 아스카)
- 안도 미쿠모, 카와고 히나, 사이토 아스카, 나카모토 히메카, 하타나카 세이라, 히구치 히나, 와다 마야